# Саркіс Диранян
Саркіс Диранян (17 лютого 1859, Константинополь, Османська імперія — 20 січня 1938, Париж, Франція) — художник-сходознавець вірменського походження, який провів більшу частину свого життя в Парижі.

## Життєпис
Саркіс Диранян народився в Константинополі в 1859 році у вірменській родині. Вивчав мистецтво в Академії малювання і живопису, відкритої французьким художником П'єром-Дезіре Гільйоме в 1875 році на вулиці Хамальбаші в переї, Європейському кварталі Константинополя. Його картина була виставлена в фотостудії братів Абдулли в переї в 1883 році, її продаж дозволяє фінансувати його поїздку в Париж, де він працює в майстерні Жан-Леона Жерома. У 1883 або 1884, залишаючись в Парижі, османський уряд прикрашає його орденом Меджидії, а в 1887 році отримує щомісячну стипендію від османського Міністерства освіти.
У 1889 році закінчив Паризьку академію витончених мистецтв, а до 1910 року брав участь у виставках Товариства французьких художників в Парижі, де виставляв свої роботи Черкеська танцівниця і п'ять о'клук. У 1892 році він отримав почесну згадку на Паризькому салоні, де він виставив свою роботу на відпочинку, а також другий на Всесвітній виставці 1900 року.
У 1908 році він проводить персональну виставку в Парижі, а в 1909 році бере участь у змішаній виставці в Мюнхені. Він помер у Парижі 20 січня 1938 року.